# Amores
Amores é um livro de poesias de Ovídio escrito em dísticos elegíacos. Foi publicado pela primeira vez entre 15 e 16 a.C. em cinco livros, mas Ovídio por sua própria conta mais tarde editou-o na edição de três livros que sobreviveu aos dias de hoje. O livro segue o modelo popular da elegia erótica, como ficou famoso por figuras como Tibulo ou Propércio, mas é muitas vezes subversivo e humorístico com esses tropos, exagerando motivos e dispositivos comuns ao ponto do absurdo .
Enquanto vários estudiosos literários consideraram Amores de uma grande contribuição para a elegia do amor latino, a obra geralmente não é considerada como um dos melhores trabalhos de Ovídio e "são mais freqüentemente tratadas sumariamente em um prólogo em vez de uma discussão mais completa como de outros trabalhos".